# Шорников, Александр Сергеевич
Алекса́ндр Серге́евич Шорников (31 октября 1912, Вязники, Владимирская губерния — 18 ноября 1983, Москва) — командир корабля 1-й авиационной транспортной дивизии авиации дальнего действия (Главное командование ВВС Красной Армии), подполковник, Герой Советского Союза, Народный герой Югославии.

## Биография
Родился в семье русского рабочего. Окончил школу ФЗУ, работал на фабрике. В 1933 году окончил авиационную школу пилотов ГВФ в Тамбове. Работал лётчиком в Грузинском управлении ГВФ.
С июня 1941 года участник Великой Отечественной войны. Летал в качестве командира корабля в Харьковской, а затем Киевской авиационной группе особого назначения ГВФ на самолёте ПС-84. Авиагруппа выполняла боевые задания в интересах Южного, затем Юго-Западного и Сталинградского фронтов днём и ночью, в любых метеорологических условиях.
К 16 октября 1941 года совершил 170 боевых вылетов с общим налётом 254 часа; перевёз на самолёте свыше 100 тонн боеприпасов и других грузов военного назначения, 28 раненых и 508 бойцов и командиров Красной армии. Кроме того, совершил 8 ночных вылетов в глубокий тыл противника с задачей выброса парашютистов и листовок. Приказом по Юго-Западному фронту был награждён орденом Красного Знамени.
С 1942 года — в рядах Красной армии. К 31 июля 1942 года капитан А. С. Шорников в ходе выполнения боевых заданий налетал днём 575 часов, перевозя оружие, боеприпасы, раненых, бойцов и командиров. Ночью совершил 57 боевых вылетов с налётом 260 часов, переправив за это время в тыл противника 175 десантников, листовки и грузы специального назначения. Приказом по Сталинградскому фронту был награждён вторым орденом Красного Знамени.
В январе 1943 года А. С. Шорников в составе группы советских лётчиков и авиаспециалистов 1-й транспортной авиационной дивизии был командирован в Великобританию для освоения и перегонки в СССР бомбардировщиков Armstrong Whitworth A.W.41 «Albermarle». Маршрут перегонки проходил на большой высоте из Шотландии через Северное море, Данию, Норвегию, Швецию и Балтийское море (в зоне действий истребителей противника). В ночь с 2 на 3 марта 1943 года с авиабазы Эррол в районе города Данди вылетел первый экипаж: пилот капитан А. С. Шорников, штурман лейтенант П. Н. Якимов, радист лейтенант А. А. Вердеревский и борттехник Г. И. Галактионов. После девяти часов полёта самолёт совершил посадку на Внуковском аэродроме.
Летом и осенью 1943 года капитан А. С. Шорников со своим экипажем в составе полка обеспечивал подготовку к Тегеранской конференции глав СССР, Великобритании и США (28 ноября — 1 декабря 1943), перевезя в Иран большое количество офицеров и солдат Красной армии, представителей посольств, разведчиков, групп обеспечения, переводчиков, а также различных необходимых для этой цели грузов.
В январе 1944 года экипажу А. С. Шорникова (второй пилот Б. Т. Калинкин, штурман П. Н. Якимов, борттехник И. Г. Галактионов, радист Н. С. Вердеревский) была поручена переброска в Югославию советской военной миссии во главе с генерал-лейтенантом Н. В. Корнеевым. Самолёт С-47 17 января вылетел по маршруту Москва — Астрахань — Тегеран — Каир — Бизерта — Бари, но из-за погодных, технических и организационных проблем посадка в Бари была осуществлена лишь к началу февраля. Затем советская военная миссия из Бари была доставлена в Дрвар, где находился Верховный штаб НОАЮ. До конца мая 1944 года экипаж А. С. Шорникова совершал полёты в различные районы Югославии, доставляя частям НОАЮ боеприпасы, вооружение, медикаменты, вывозя обратными рейсами раненых и больных партизан. Когда Верховный штаб НОАЮ подвергся нападению крупных сил германских десантных подразделений, экипаж майора А. С. Шорникова 4 июня 1944 года, совершив посадку в горах на площадку крайне малых размеров, за два рейса вывез в Бари руководящий состав штаба во главе с маршалом Тито и членов военных миссий.
Указом Президиума Верховного Совета СССР от 20 июня 1944 года за умелое выполнение специальных заданий командования, отвагу и мужество, проявленные в ходе их выполнения, майору Александру Сергеевичу Шорникову присвоено звание Героя Советского Союза с вручением ордена Ленина и медали «Золотая звезда» (№ 3930).
С июля 1944 года и до окончания войны летал в небе Югославии в составе авиационной группы особого назначения под командованием Героя Советского Союза генерал-майора В. И. Щелкунова, обеспечивая боевую деятельность Народно-освободительной армии Югославии.
После войны продолжал службу в ВВС, был заместителем командира полка военно-транспортной авиации. В 1953 году окончил Высшие офицерские лётно-тактические курсы, в 1957 году — Центральные лётно-тактические курсы усовершенствования офицерского состава (КУОС) ВВС.
В 1957 году уволен в запас в звании подполковника. Жил в Москве, работал старшим инженером в Министерстве гражданской авиации.
Похоронен в Москве, на Ваганьковском кладбище.

## Награды
- Медаль «Золотая Звезда» (№ 3930) Героя Советского Союза (20.6.1944);
- орден Ленина (20.6.1944);
- три ордена Красного Знамени (6.11.1941; 30.8.1942; 30.12.1956);
- орден Красной Звезды (3.11.1953);
- медали;
- орден Народного героя Югославии.

## Память
Одна из улиц в городе Вязники названа именем А. С. Шорникова.